# Entoloma venosum
Entoloma venosum är en svampart som tillhör divisionen basidiesvampar, och som beskrevs av Gillet. Entoloma venosum ingår i släktet Entoloma, och familjen Entolomataceae. Arten är reproducerande i Sverige.